# Zapaden Balkan
Zapaden Balkan este o arie protejată (arie de protecție specială avifaunistică — SPA) din Bulgaria întinsă pe o suprafață de 146.832,47 ha, integral pe uscat.

## Localizare
Centrul sitului Zapaden Balkan este situat la coordonatele 43°25′44″N 22°49′45″E / 43.428889°N 22.829167°E.

## Înființare
Situl Zapaden Balkan a fost declarat arie de protecție specială avifaunistică în decembrie 2007 pentru a proteja 54 de specii de animale.

## Biodiversitate
Situată în ecoregiunile alpină și continentală, aria protejată nu include niciun habitat protejat.
La baza desemnării sitului se află mai multe specii protejate de  păsări (54): uliu cu picioare scurte (Accipiter brevipes), uliu porumbar (Accipiter gentilis), uliu păsărar (Accipiter nisus), minunița (Aegolius funereus), pescăruș albastru (Alcedo atthis), potârnichea de stâncă (Alectoris graeca graeca), fâsă-de-câmp (Anthus campestris), acvilă de munte (Aquila chrysaetos), acvilă de câmp (Aquila heliaca), acvilă țipătoare mică (Aquila pomarina), cocoșul de mesteacăn (Bonasa bonasia), buha (Bubo bubo), șorecarul comun (Buteo buteo), șorecar mare (Buteo rufinus), caprimulg (Caprimulgus europaeus),  prundaș gulerat mic (Charadrius dubius), barză albă (Ciconia ciconia), barză neagră (Ciconia nigra), șerpar (Circaetus gallicus), erete de stuf (Circus aeruginosus), erete vânăt (Circus cyaneus), erete cenușiu (Circus pygargus), dumbrăveancă (Coracias garrulus), cristeiul de câmp (Crex crex), ciocănitoare cu spate alb (Dendrocopos leucotos), ciocănitoarea de stejar (Dendrocopos medius), ciocănitoare de grădină (Dendrocopos syriacus), ciocănitoare neagră (Dryocopus martius), presură de grădină (Emberiza hortulana), șoim dunărean (Falco cherrug), șoim de iarnă (Falco columbarius), Falco naumanni, șoim călător (Falco peregrinus), șoimul rândunelelor (Falco subbuteo), vânturel roșu (Falco tinnunculus), muscar (Ficedula parva), Ficedula semitorquata, becațină comună (Gallinago gallinago), găinușă de baltă (Gallinula chloropus), vulturul pleșuv sur (Gyps fulvus), acvilă pitică (Hieraaetus pennatus), sfrâncioc roșiatic (Lanius collurio), sfrânciocul cu frunte neagră (Lanius minor), ciocârlie de pădure (Lullula arborea), prigoare (Merops apiaster), gaia neagră (Milvus migrans), vultur egiptean (Neophron percnopterus), stârc de noapte (Nycticorax nycticorax), viespar (Pernis apivorus), ciocănitoare verzuie (Picus canus), huhurezul mic (Strix uralensis), silvie porumbacă (Sylvia nisoria),  cocoș de munte (Tetrao urogallus), nagâț (Vanellus vanellus)
Pe lângă speciile protejate, pe teritoriul sitului au mai fost identificate 30 de specii de păsări.